# Route nationale 382
Die Route nationale 382, kurz N 382 oder RN 382 war von 1933 bis 1973 eine französische Nationalstraße, die Vouziers mit Vitry-le-François verband. Ihre Länge betrug 93 Kilometer. Von 1989 bis 2006 wurde die Nummer für die Rocade Nord du Havre verwendet. Diese Schnellstraße trägt heute die Nummer D6382.